# Nuevo León (Argentina)
Nuevo León es un paraje del departamento de Adolfo Alsina, en la provincia de  Río Negro, Argentina. El origen de esta localidad está dado por la estación de ferrocarril del mismo nombre. Está ubicada en la posición geográfica 40°44′45″S 64°14′45″O / -40.74583, -64.24583.

## Toponimia
El nombre de esta localidad tiene su origen en la Gobernación de Nueva León, que fuera el nombre que, en recuerdo del reino de León, se le dio a la Patagonia en el año 1536 por parte del conquistador Simón de Alcazaba.

## Historia
La localidad nació con la estación. Con el declive del ferrocarril el pueblo entró en proceso de despoblación hasta que en 1993 el ferrocarril fue cerrado y condenó definitivamente al poblado.
El pueblo volvió a la opinión pública local a fines de 2008 cuando se presentó un proyecto para incorporar este asentamiento al ejido municipal de Viedma.